# James Hook
James William Hook (Port Talbot, 27 de junio de 1985) es un jugador británico de rugby que se desempeña generalmente como wing o fullback.

## Carrera
Debutó en la primera de su club; Neath RFC, en 2004 con 19 años. En 2006 se convirtió en profesional al ser contratado por Ospreys Rugby, uno de los cuatro equipos galeses de la Celtic League. En 2011 fue contratado por USA Perpignan del poderoso Top 14 con el que se mantuvo tres temporadas hasta 2014 cuando su contrato terminó y fue contratado por los Sale Sharks.

## Selección nacional
Fue convocado a los Dragones rojos por primera vez en 2005, desde entonces es un jugador regular del seleccionado galés.

### Participaciones en Copas del Mundo
Hasta el momento disputó tres Copas del Mundo:
| Mundial                       | Sede          | Resultado        | PJ | Tries |
| ----------------------------- | ------------- | ---------------- | -- | ----- |
| Copa Mundial de Rugby de 2007 | Francia       | Primera fase     | 4  | 1     |
| Copa Mundial de Rugby de 2011 | Nueva Zelanda | Cuarto puesto    | 5  | 0     |
| Copa Mundial de Rugby de 2015 | Inglaterra    | Cuartos de final | 3  | 0     |

## Palmarés
- Campeón del Torneo de las Seis Naciones de 2008, 2012 con Grand Slam y 2013.